# Castelul Bánffy de la Bonțida
Castelul Bánffy de la Bonțida (în maghiară Bonchidai Bánffy-kastély), care a fost cunoscut ca Versailles-ul Transilvaniei, este un ansamblu arhitectonic construit de familia Bánffy în comuna Bonțida, județul Cluj. Nucleul complexului de edificii este renascentist, extinderile și modificările ulterioare au fost făcute în secolul al XVIII-lea în stil baroc, iar în secolul al XIX-lea în stil neoclasicist și stil romantic (galeria neogotică de la 1855).

## Imagini din interior (clădire anexă)

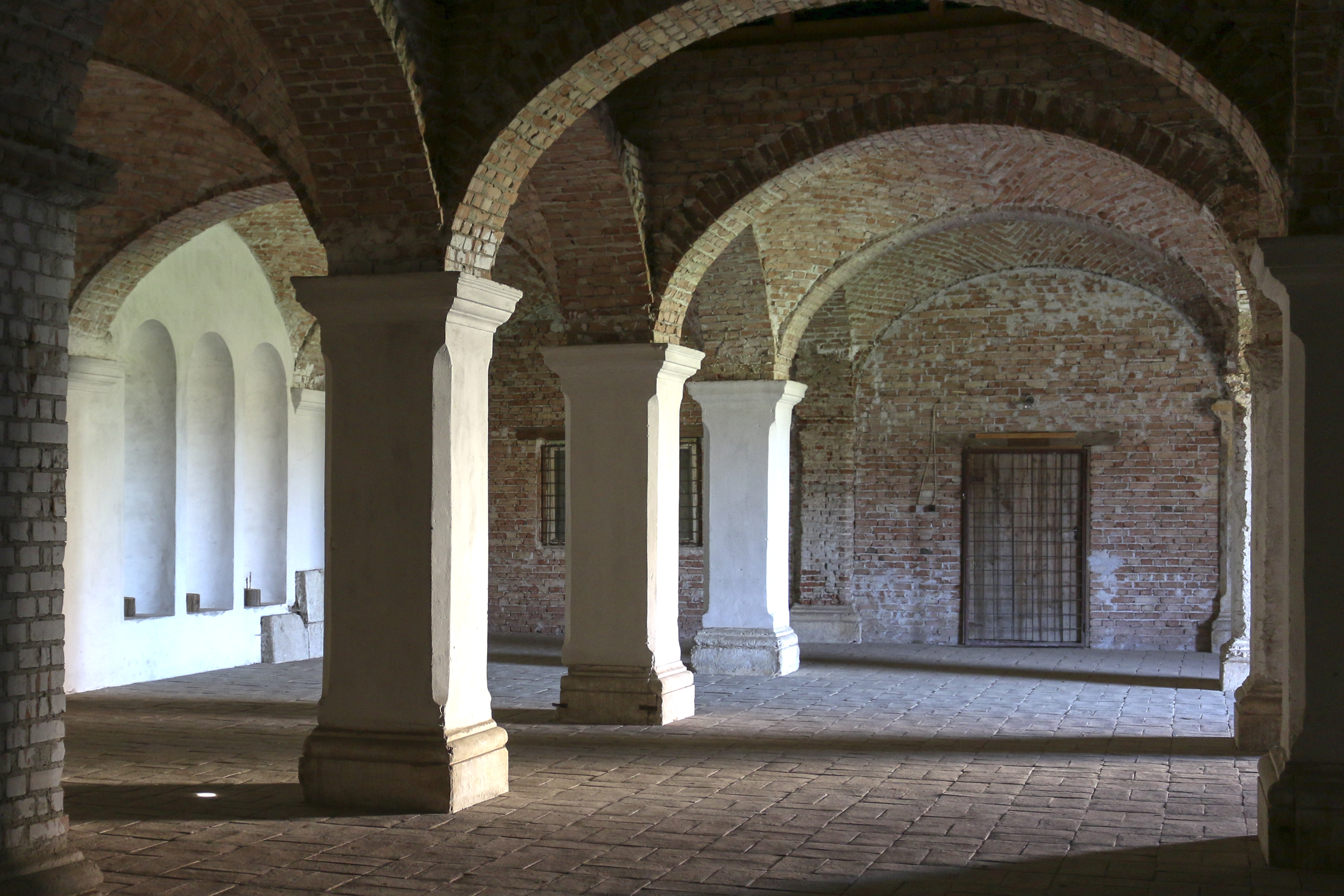
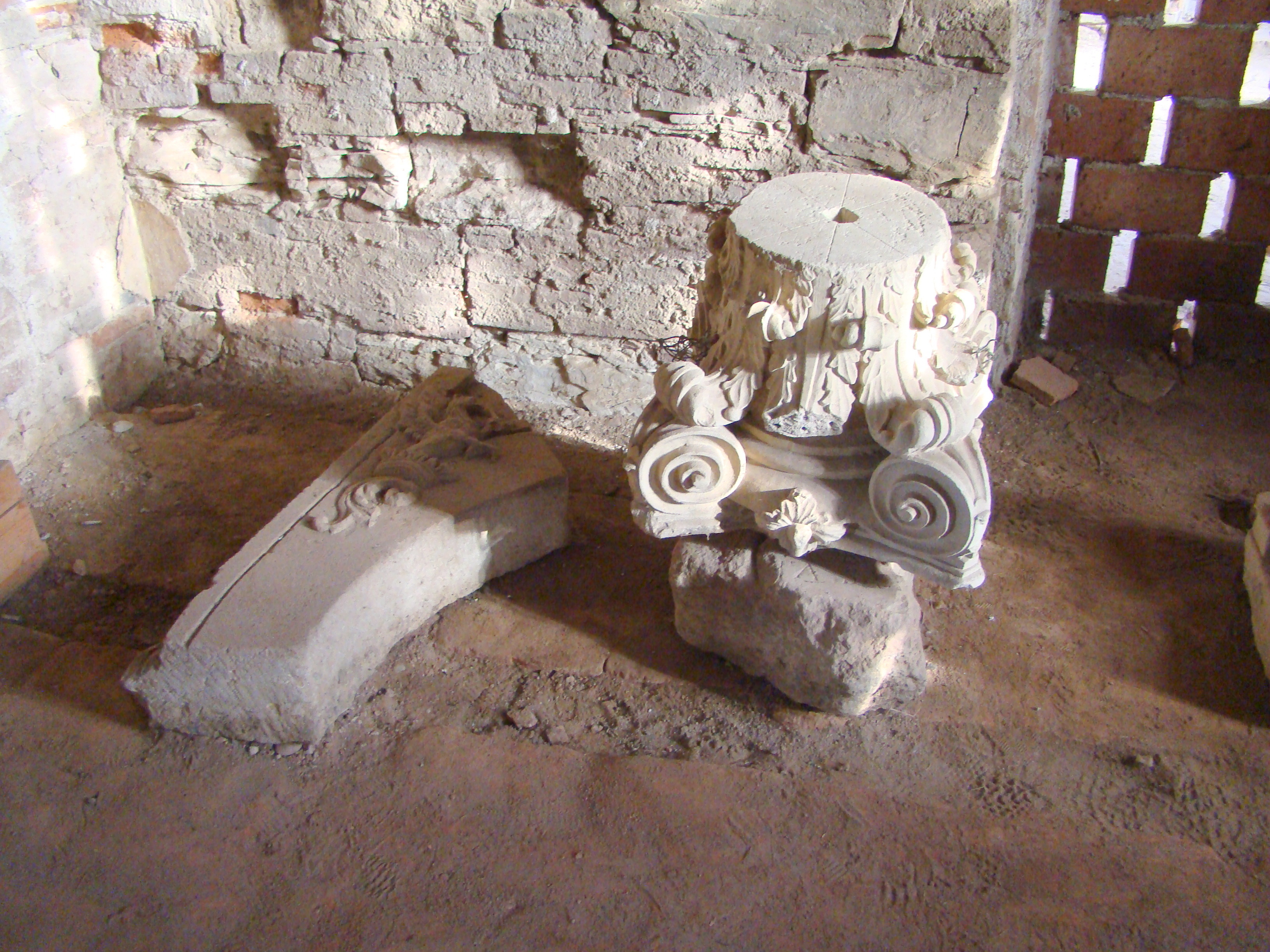
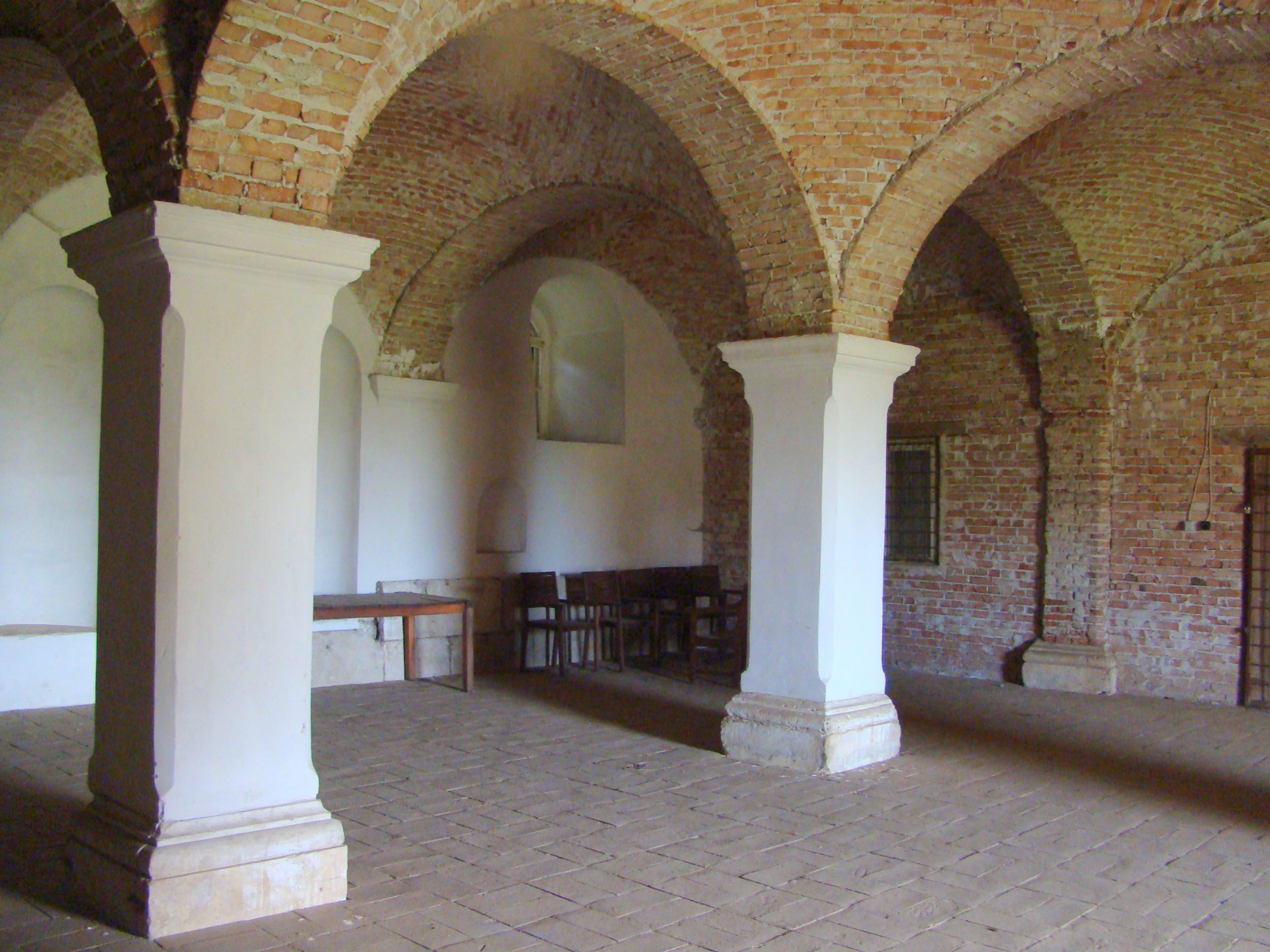
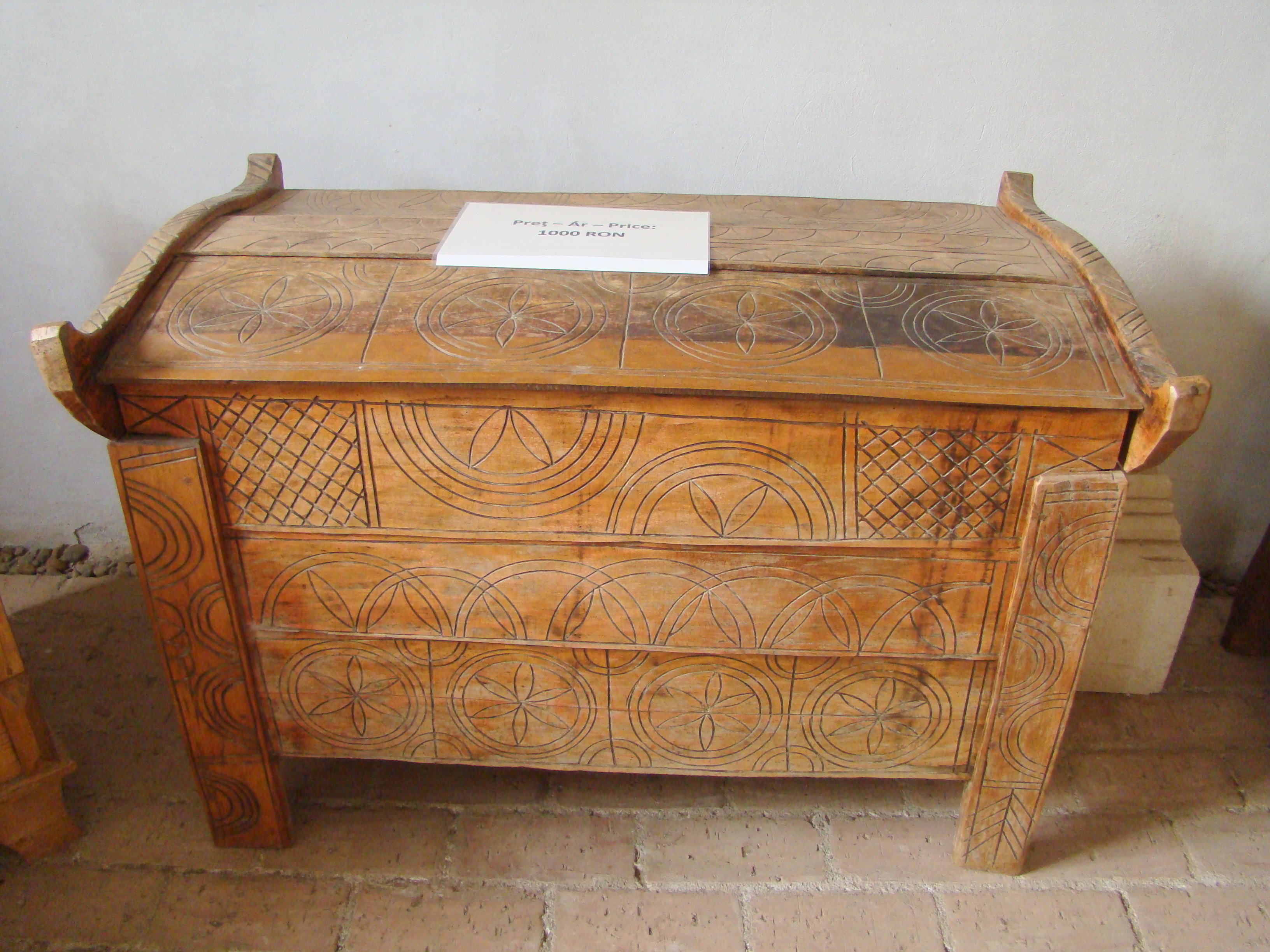
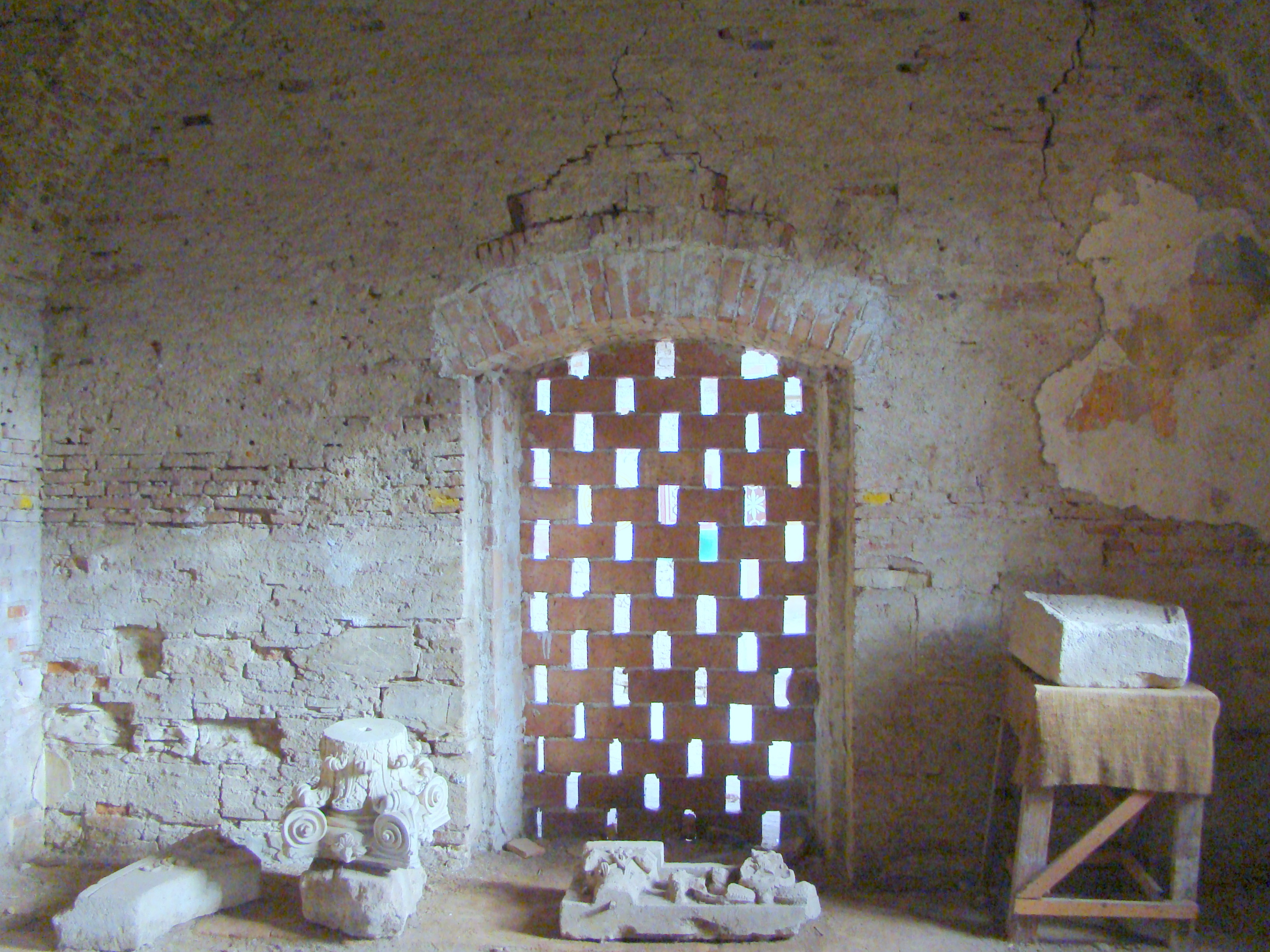
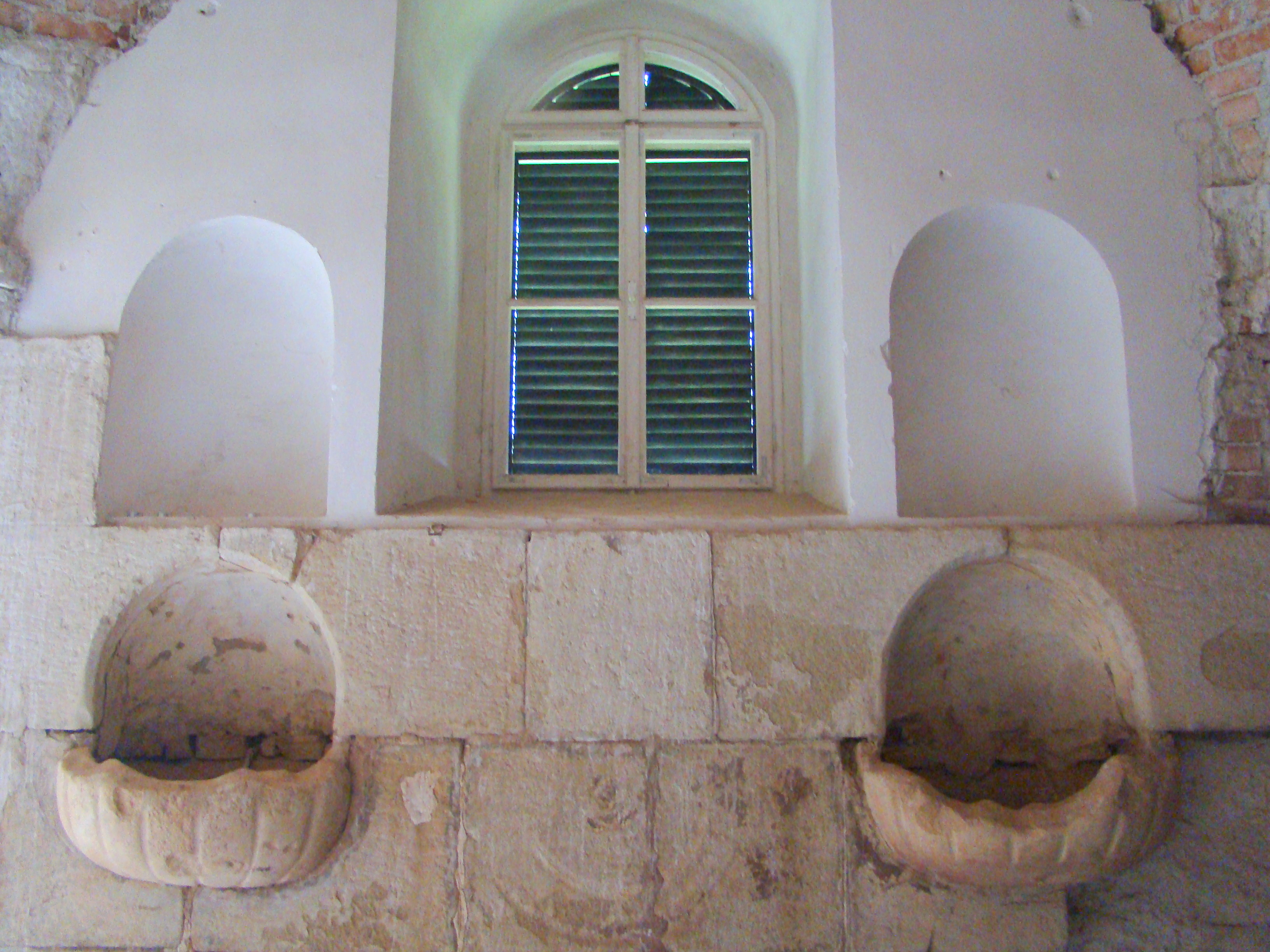
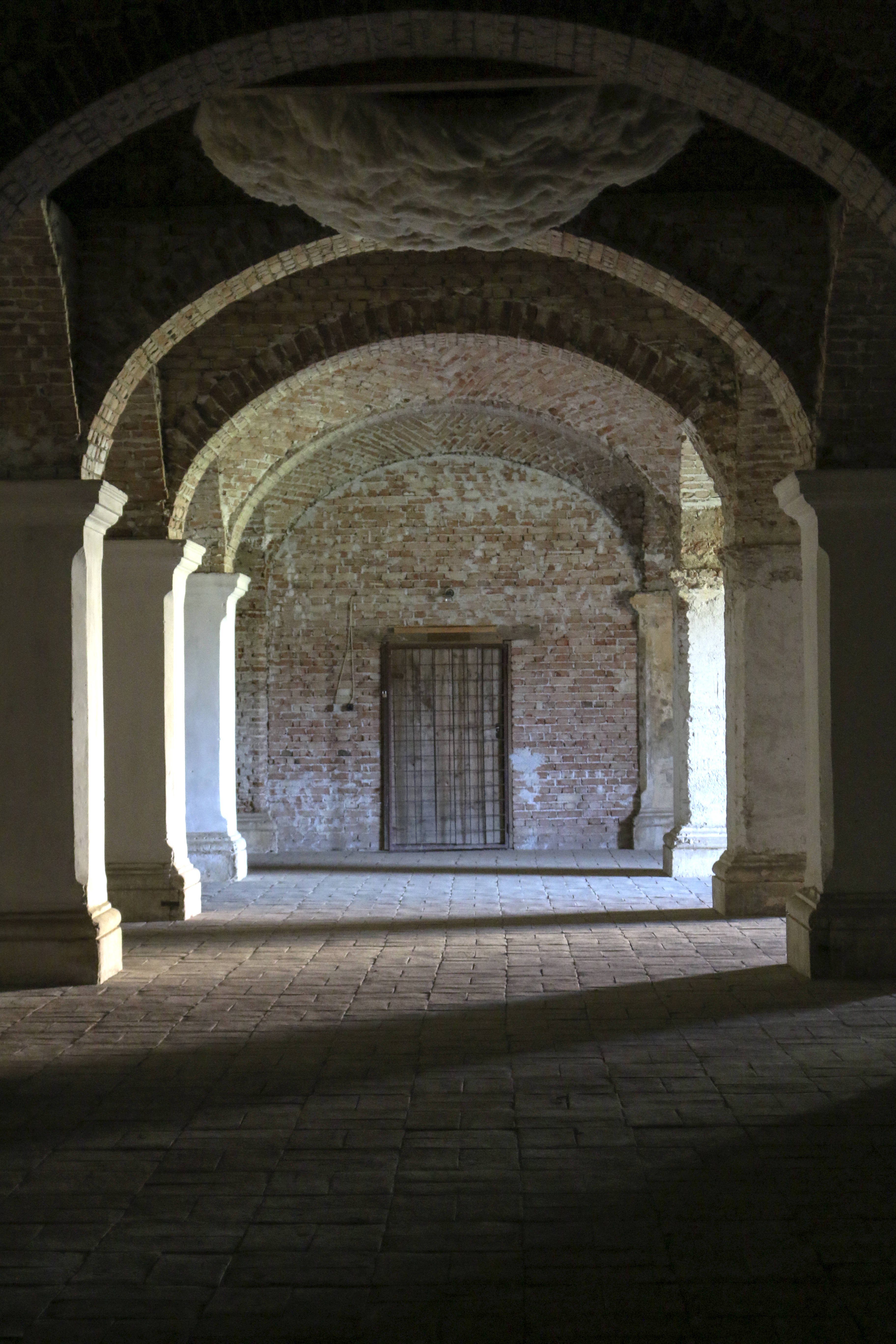

## Istoric
Domeniul de la Bonțida a intrat în posesia familiei Bánffy de Losonc în anul 1387, când regele Sigismund de Luxemburg l-a donat lui Dionisie, fiul lui Toma Losonci. Înaintea realizării ansamblului actual, pe acest loc a existat o reședință nobiliară (conac) construit în secolele XV-XVI, această clădire fiind atestată documentar după 1640. 
Dionisie Bánffy al II-lea (1638-1674), comite de Dăbâca și Cluj, cumnat și consilier al principelui Transilvaniei Mihai Apafi I, a fost cel care a inițiat construcția ansamblului actual, între anii 1668-1674. Conacul inițial cu plan în formă de "L" a fost fortificat cu ziduri de incintă dispuse în formă dreptunghiulară, turnuri circulare în cele 4 colțuri și un turn de poartă înalt la intrare. După decapitarea lui Dionisie, lucrările au fost continuate de moștenitorul lui, viitorul guvernator Gheorghe al III-lea. Ansamblul renascentist se cunoaște dintr-un inventar întocmit în anul 1736, care descrie clădirile de dinaintea modificărilor baroce.
Între 1704 și 1711, castelul renascentist a fost avariat în războiul de independență condusă de Francisc Rákóczi al II-lea, necesitând reconstrucții și reparații în mai multe locuri.
În 1735 domeniul a fost moștenit de Dionisie Bánffy al IV-lea, care avea în acel moment 12 ani. După un timp petrecut la Curtea de la Viena, acesta s-a întors în Transilvania în anul 1747 ca Mare Comis al împărătesei Maria Tereza, după care a inițiat reconstrucția castelului în stil baroc între anii 1747-1751. În primă fază s-a construit curtea de onoare din fața clădirii porții, inspirându-se din arhitectura barocă vieneză. Curtea de onoare cu plan în formă de "U" era alcătuită din: manejul, grajdul, remiza și locuințele servitorilor. Galeria de statui care decora acest corp al ansamblului a fost realizată de sculptorul Johann Nachtigall, care a transpus "Metamorfozele" lui Ovidiu în grandioase statui de piatră. Tot Dionisie a fost cel care a inițiat modificarea clădirii principale de acum. În această perioadă va fi creat și parcul care înconjura castelul (proiectat de Johann Christian Erass), în spiritul barocului francez, caracterizat prin forme clare, geometrice, stricte, cu alei, lac, statui și fântâni arteziene. 

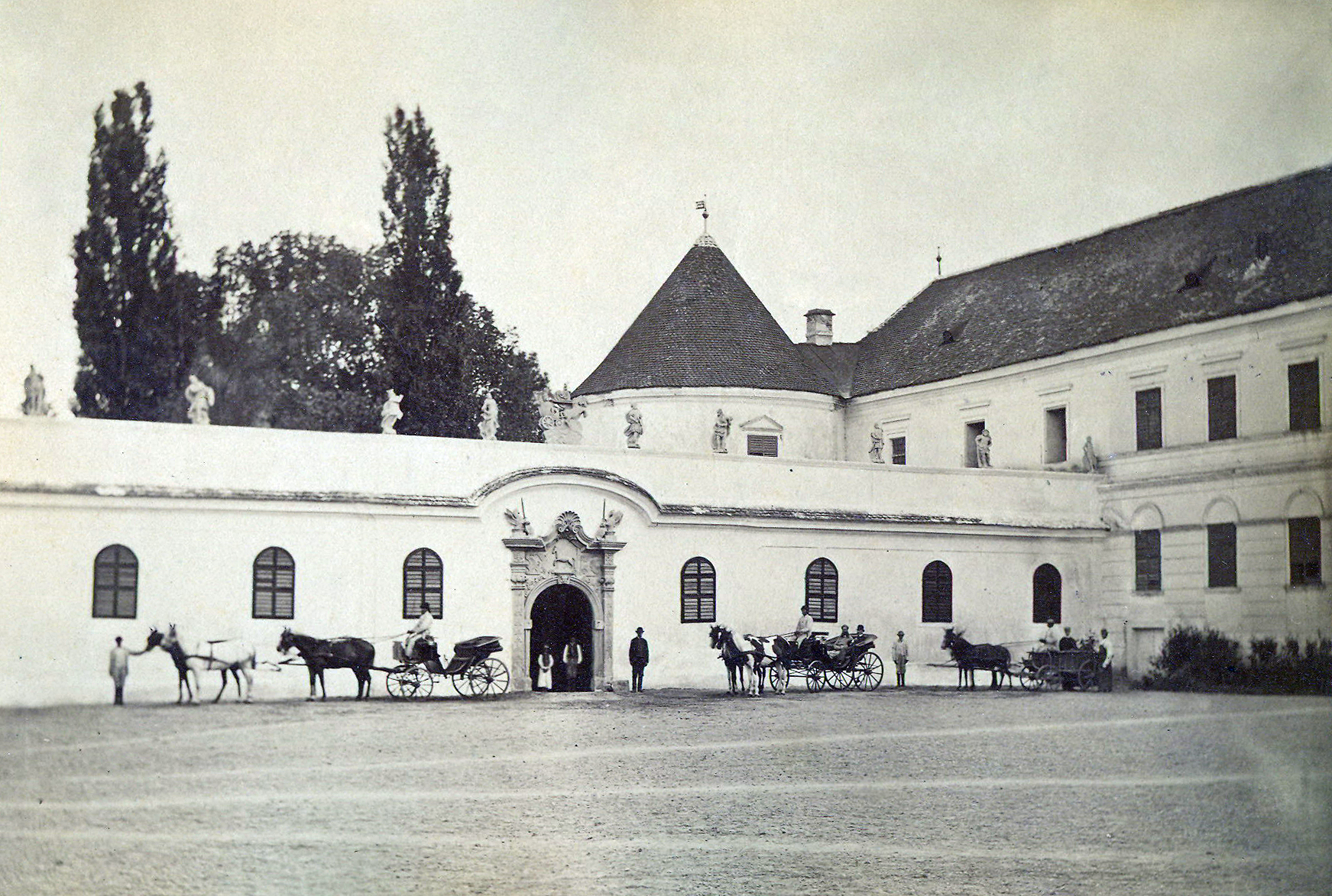
Bonțida - Incinta castelului cu manejul cailor și trăsurile pregătite pentru plimbare (cca. 1890).

Aripa de nord a reședinței (clădirea principală) a fost terminată de fiul lui Dionisie, Gheorghe al V-lea, atestată de o inscripție deasupra balconului intrării dinspre curte, unde apare anul 1784. 

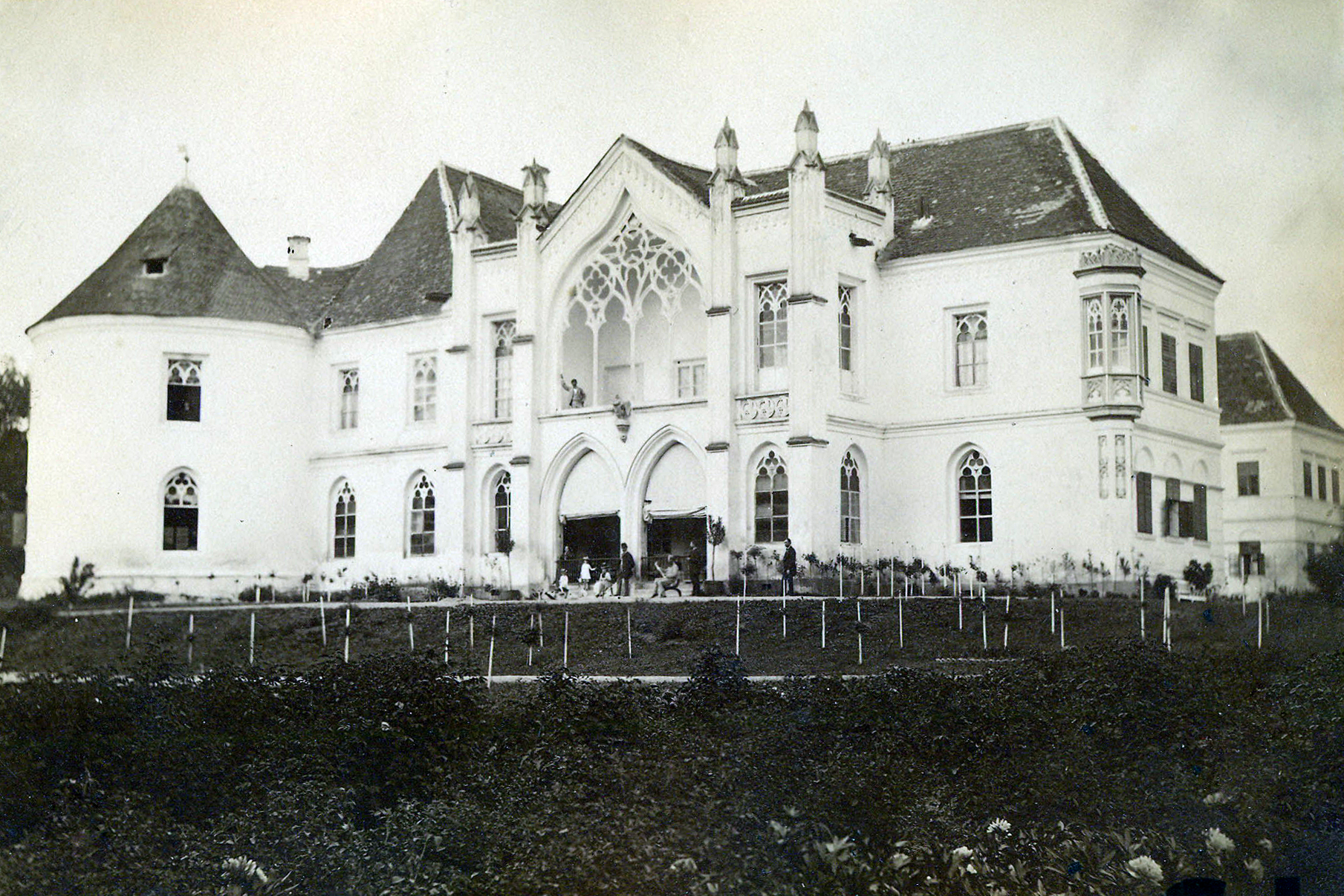
Bonțida - Prima variantă a galeriei neogotice a castelului Bánffy (cca. 1890).

Următorul descendent Bánffy, József Bánffy, va demola în 1820 turnul de poartă, din materialul rezultat fiind ridicată o moară de apă, pusă la dispoziția sătenilor. Prin aceste modificări s-a realizat aspectul actual al clădirii Miklós, iar clădrile de pa latura de vest și est ale ansamblului au primit o refațadizare în stil neoclasicist. Tot la dispoziția lui József Bánffy, în 1855 arhitectul Anton Kagerbauer a modificat fațada vestică a ansamblului (fiind afectate clădirea principală și clădirea bucătăriei) în stil romantic, neogotic, în conformitate cu parcul remodelat la dispoziția aceluiași proprietar, prin redefinirea formelor sobre baroce cu altele mai libere, romantice, specific englezești.
În 1858 József Bánffy a vândut castelul baronului Miklós Bánffy, comite a comitatului Alba de Jos, bunicul scriitorului și politicianului Miklós Bánffy, ultimul proprietar al castelului înainte de naționalizare. În 1935-1937 acesta a restaurat fațada vestică și turnul nord-vestic.
În timpul celui de-al doilea război mondial, castelul a fost folosit ca spital militar. În anul 1944 imobilul a fost serios afectat, când trupele germane aflate în retragere, au atacat, jefuit și incendiat întreg ansamblul. A fost distrus întreg mobilierul, bine-cunoscuta galerie de portrete și biblioteca. Contele Nicolae (Miklós) Bánffy, proprietarul castelului la acel moment, inițiase o negociere a Ungariei cu România pentru ca ambele state să schimbe tabăra și să întoarcă armele împotriva Germaniei, devastarea castelului se presupune a fi o acțiune de vendetă a guvernului german la adresa baronului.

### Perioada comunistă
Într-o latură încă funcțională a castelului a fost instalată în anii 1950 Cooperativa Agricolă de Producție ("C.A.P.") Bonțida. Naționalizarea și lipsa oricărei întrețineri a clădirilor și parcului au dus la degradarea gravă a castelului. Sătenii au folosit cărămizile castelului drept material de construcție. Muzeul de Artă din Cluj-Napoca a reușit să salveze statuile din parcul odinioară baroc, depozitându-le în cadrul instituției (secția donații, str. I. C. Brătianu), unde se pot gasi si astazi. 
În perioada anilor '60 Direcția Monumentelor Istorice a încercat reabilitarea castelului, dar din lipsă de fonduri nu a putut efectua nici o acțiune concretă în acest sens. Castelul a fost folosit mai departe ca depozit de materiale de construcții, iar parcul s-a transformat treptat în pășune, copacii devenind lemn de foc. În 1963, castelul a fost folosit ca decor în realizarea filmului Pădurea spânzuraților, în regia lui Liviu Ciulei. Filmul a cuprins o scenă scurtă cu un foc, pentru care scenografii au incendiat una dintre clădiri, cauzând pagube masive.

### Perioada postcomunistă
După căderea regimului comunist, din cauza stării de degradare în care se afla, în anul 1999 World Monuments Watch a inclus castelul pe Lista celor 100 Cele Mai Periclitate Situri din Lume, la propunerea Fundației Transilvania Trust.  Începerea lucrărilor de reabilitare a fost posibilă datorită acordului semnat în 1999 de către Ministerul Culturii și Ministerul Patrimoniului Cultural din Ungaria. Ministerul Culturii a sprijinit și reabilitarea parțială a șarpantei clădirii principale. În 2001 debutează Programul de Specializare în Reabilitarea Patrimoniului Construit sub egida Fundației, în cadrul căruia se restaurează clădirea bucătăriei, fundația asigurând paza și administrarea imobilului, precum și atragerea unor fonduri pentru restaurare, iar în 2005 se inaugurează Centrul de Specializare în Reabilitarea Patrimoniului Construit, care funcționează în clădirea Miklós. Pentru activitatea desfășurată la castel, în 2008 Centrul a fost premiat cu Marele Premiu Europa Nostra a Uniunii Europene.
În 2007 Principesa Margareta a României și-a asumat rolul de Patron Spiritual al Centrului de Specializare în Reabilitarea Patrimoniului construit la Bonțida.
În anul 2008, contesa Bánffy Katalin, fiica lui Bánffy Miklós, proprietara actuală a castelului, care trăiește în Maroc, a încheiat un contract concesional pe 49 ani cu Fundația Transylvania Trust, conform căruia Fundația va reabilita castelul și va înființa un centru cultural și de specializare.

## Imagini din exterior

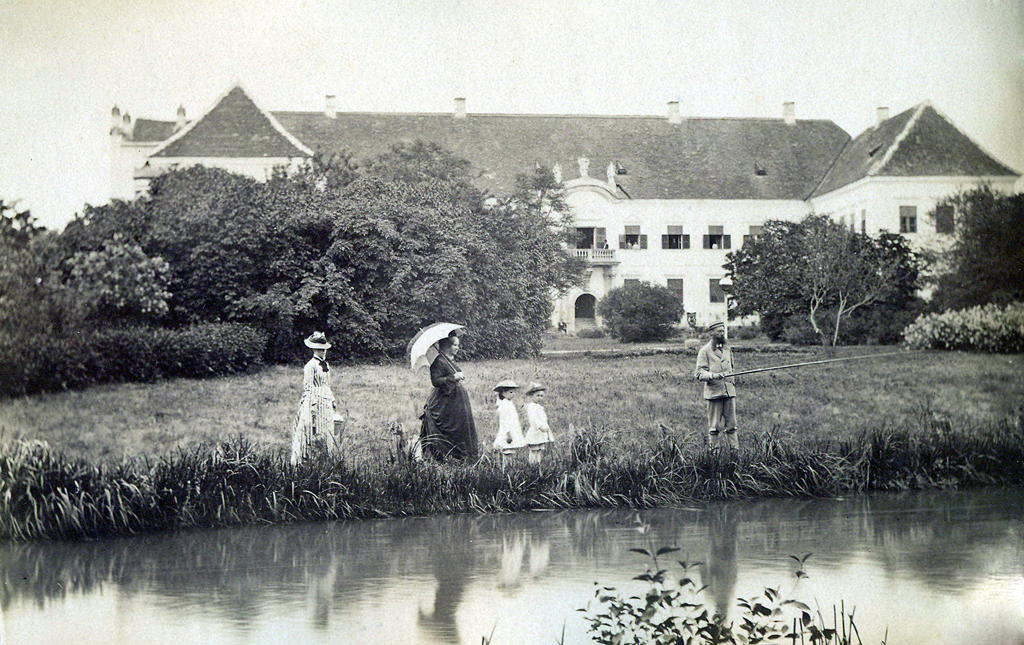
La pescuit, în parcul castelului (cca. 1890)
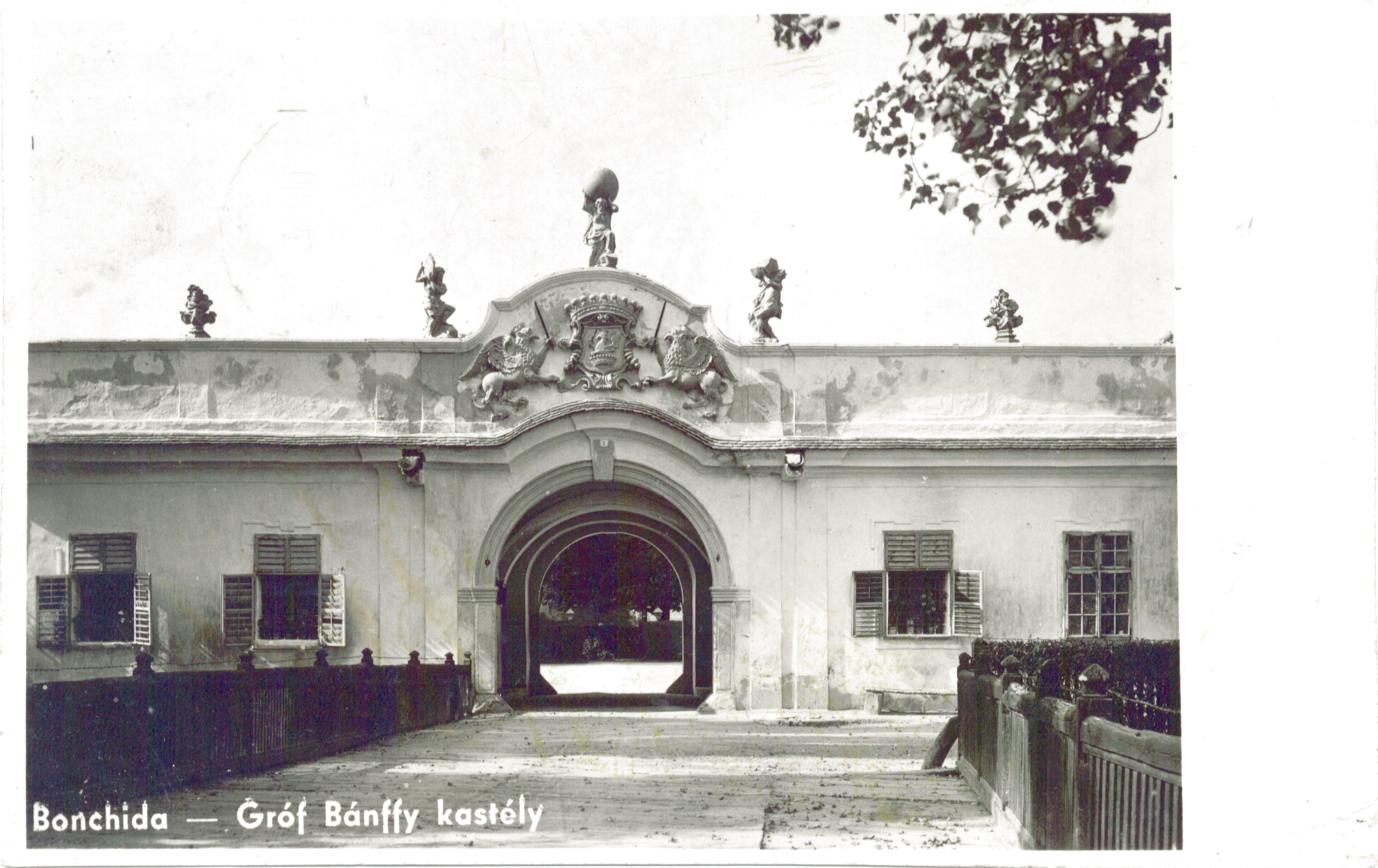
Intrarea principală în incinta castelului Bánffy (1940-1944).
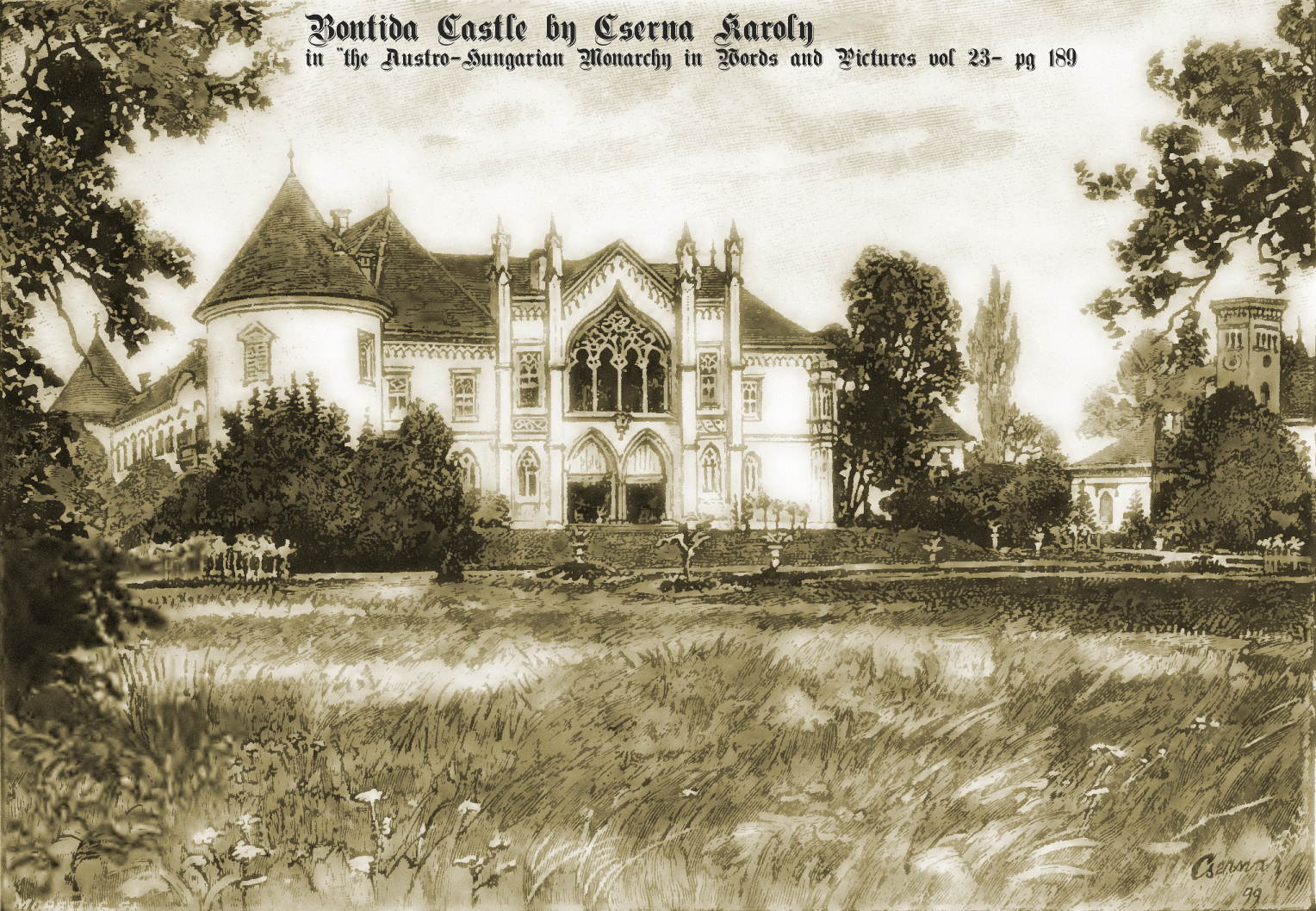
Castelul Bánffy de la Bonțida de Cserna Karoly în "Monarhia austro-ungară în cuvinte şi imagini" (1902), vol 23
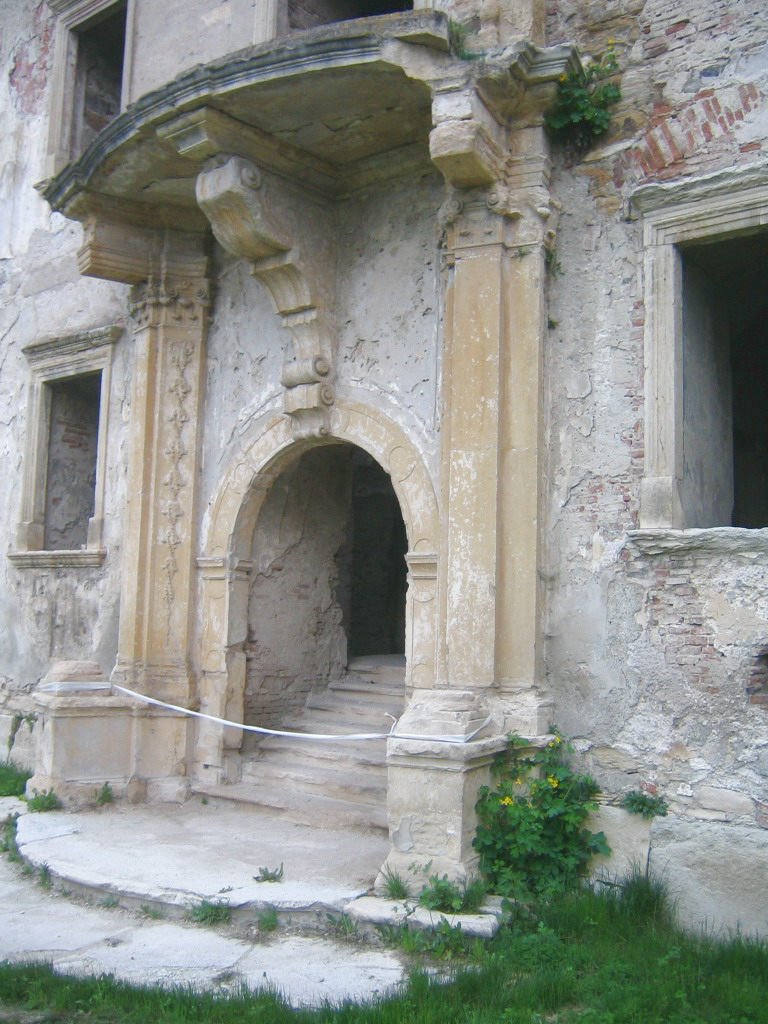
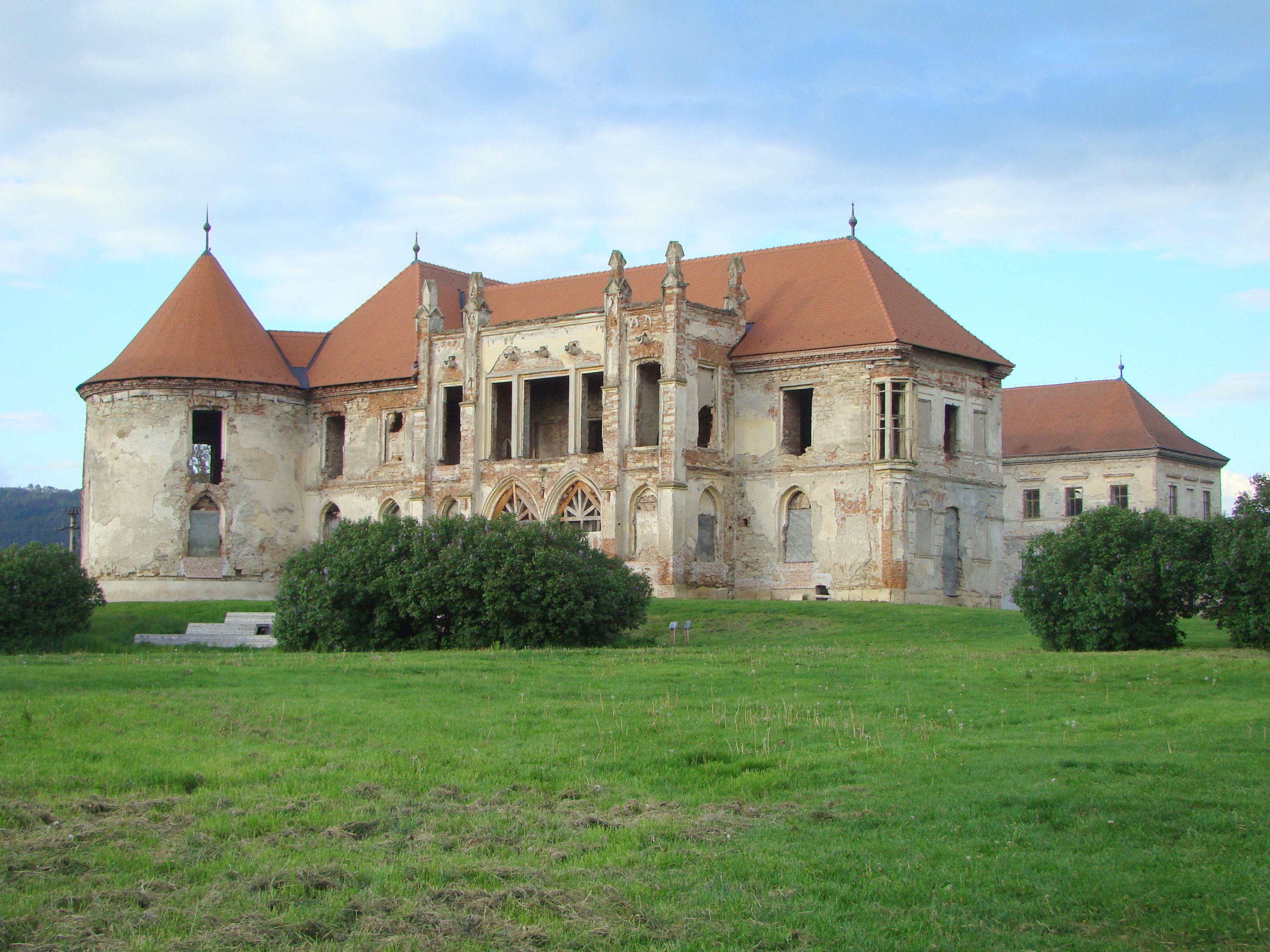
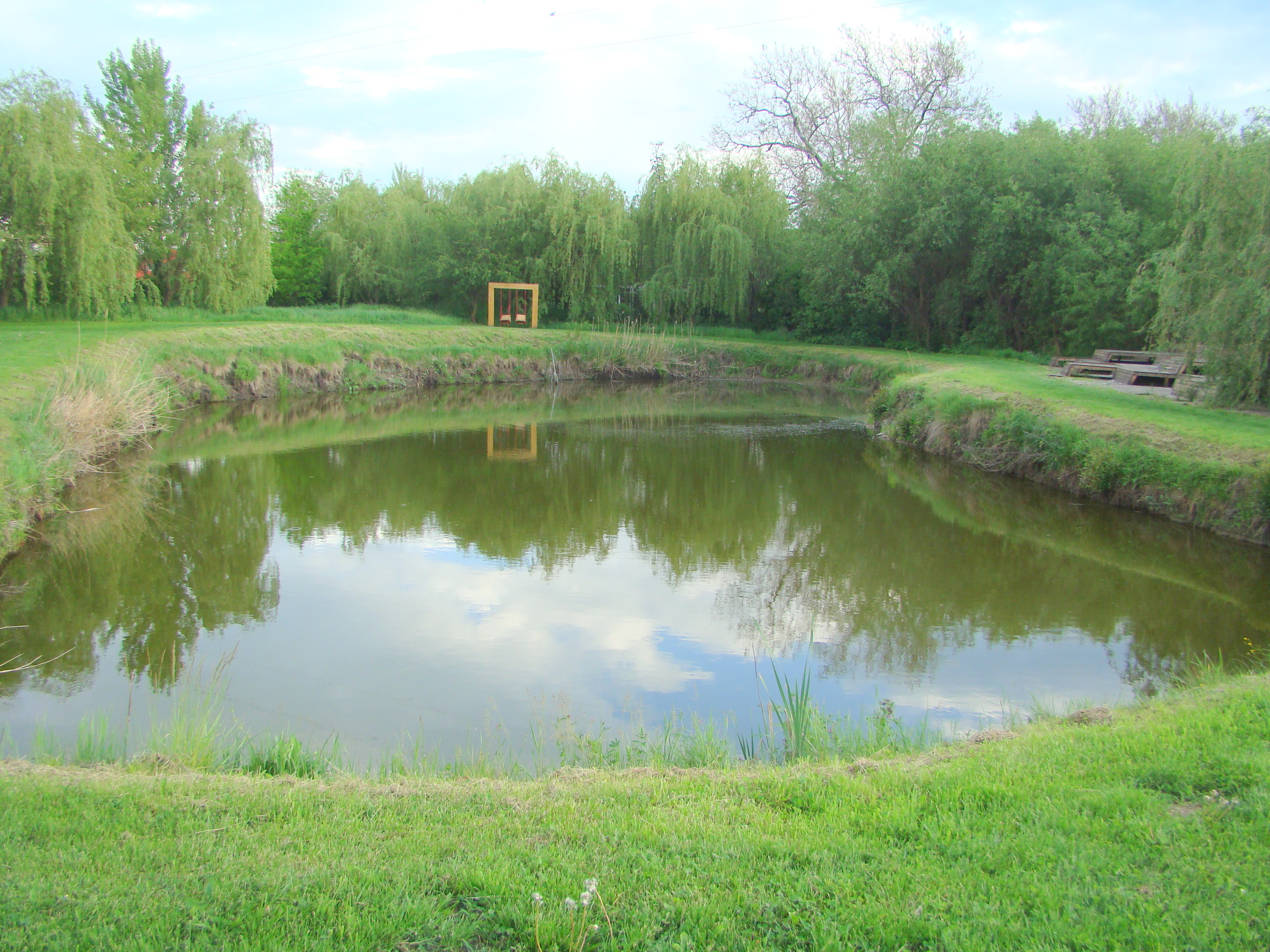
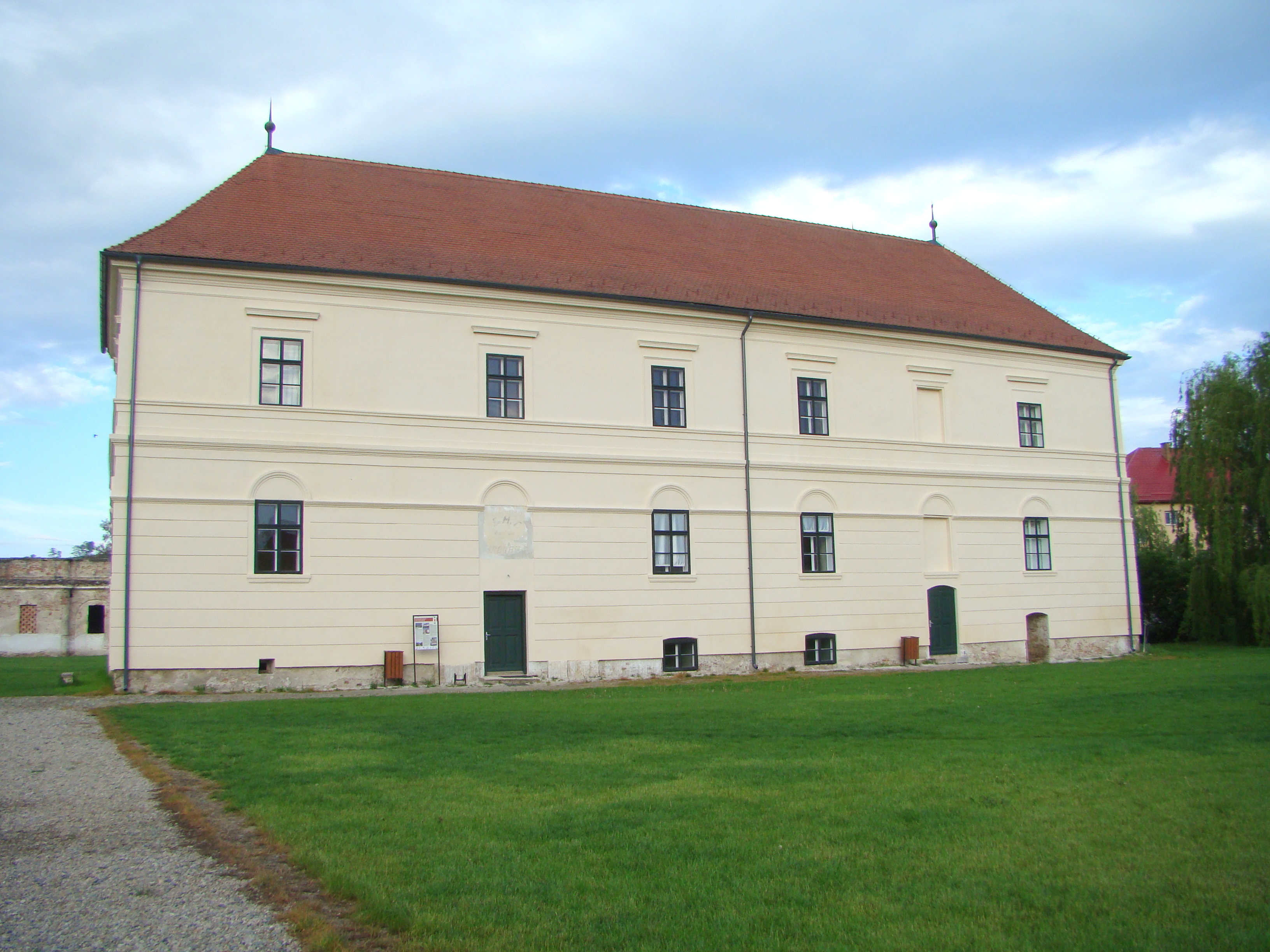
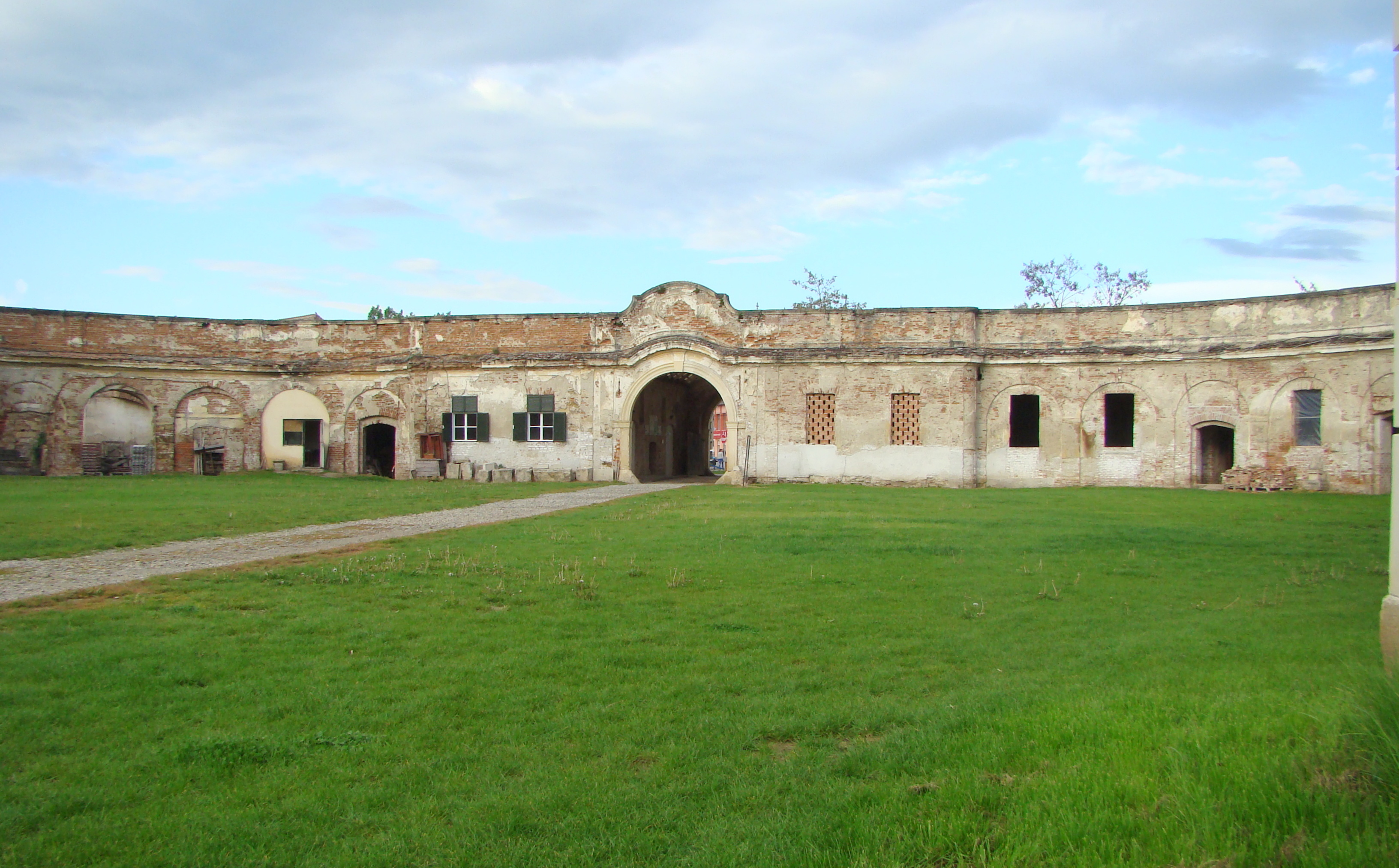
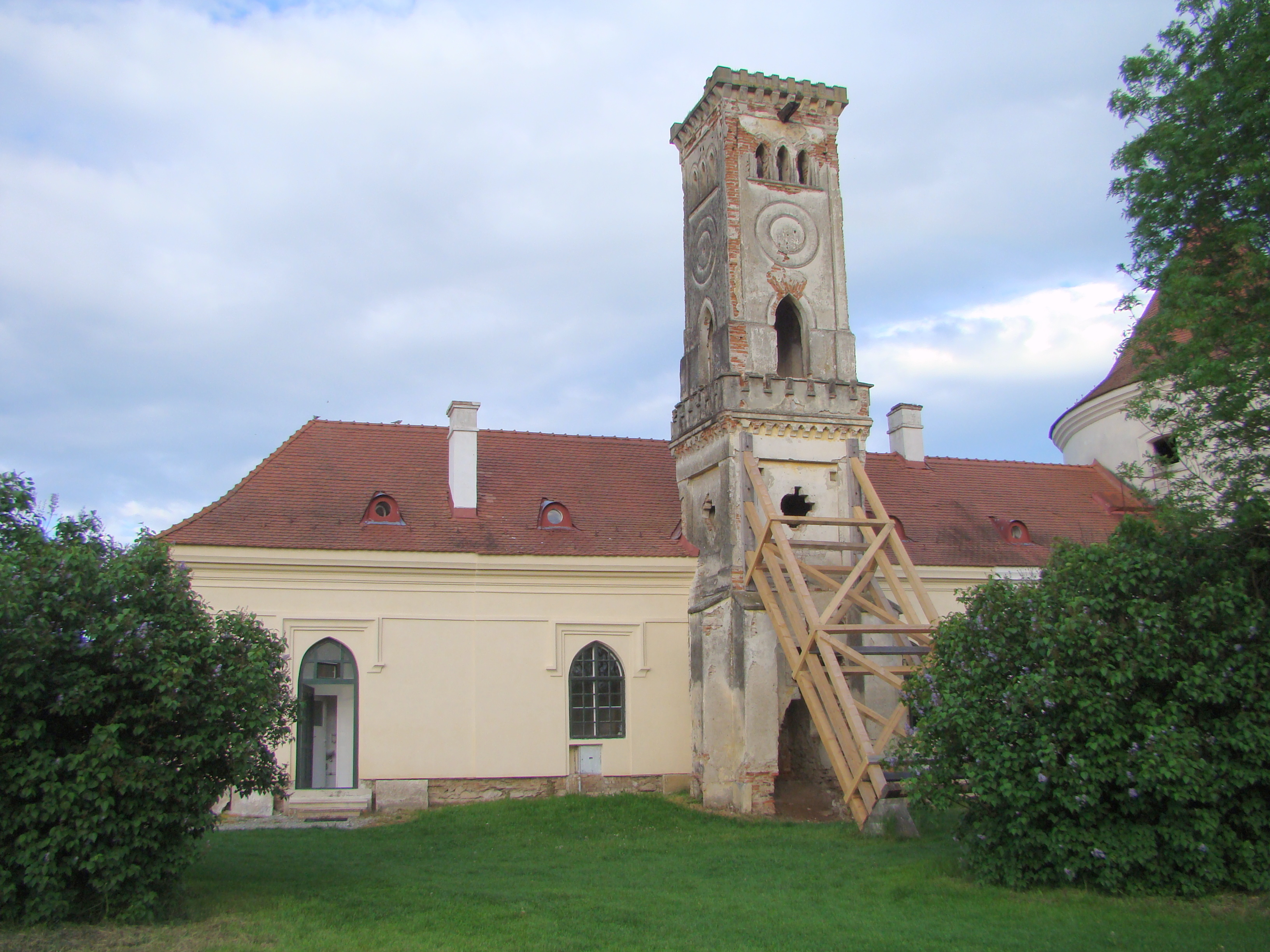
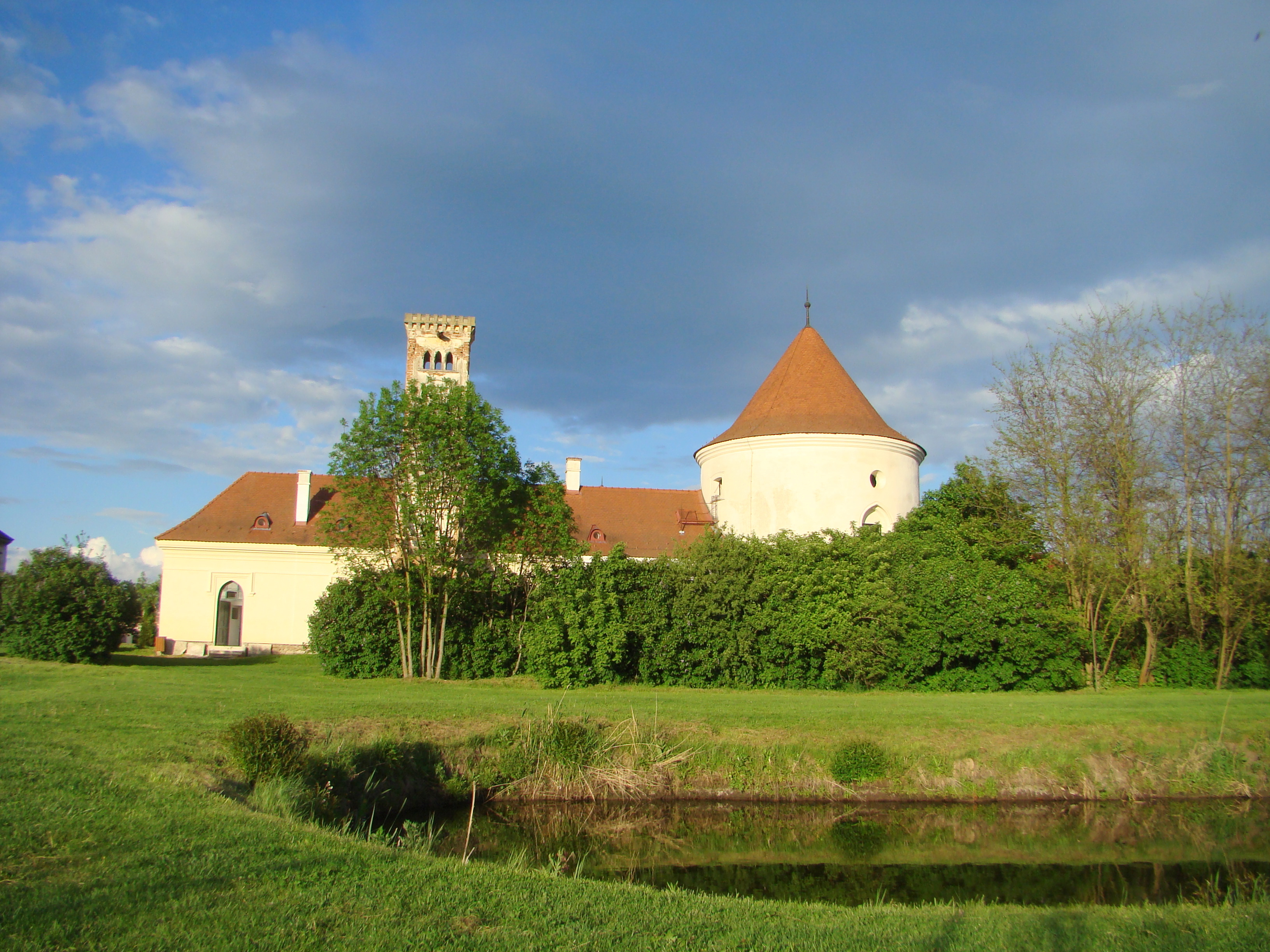
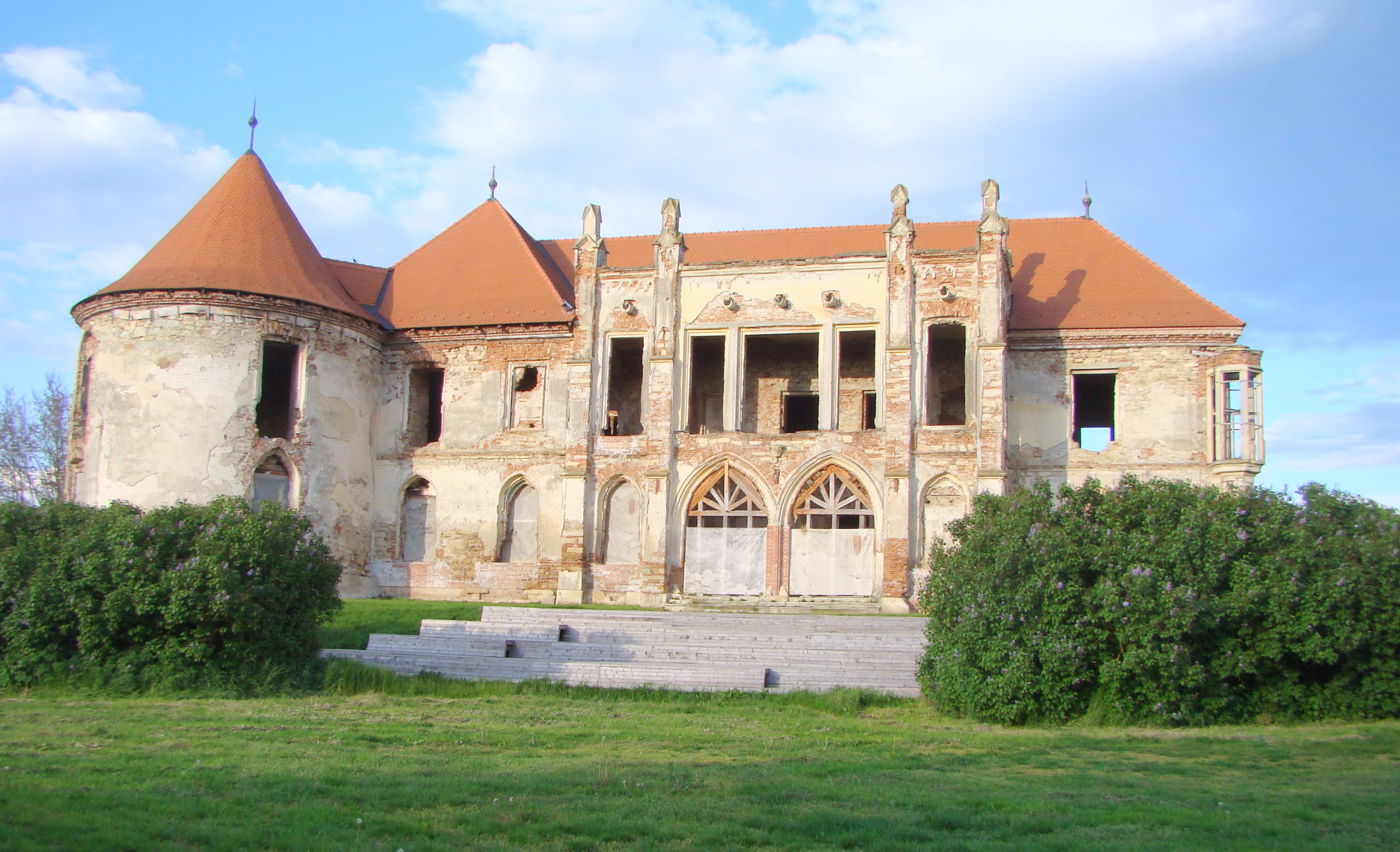
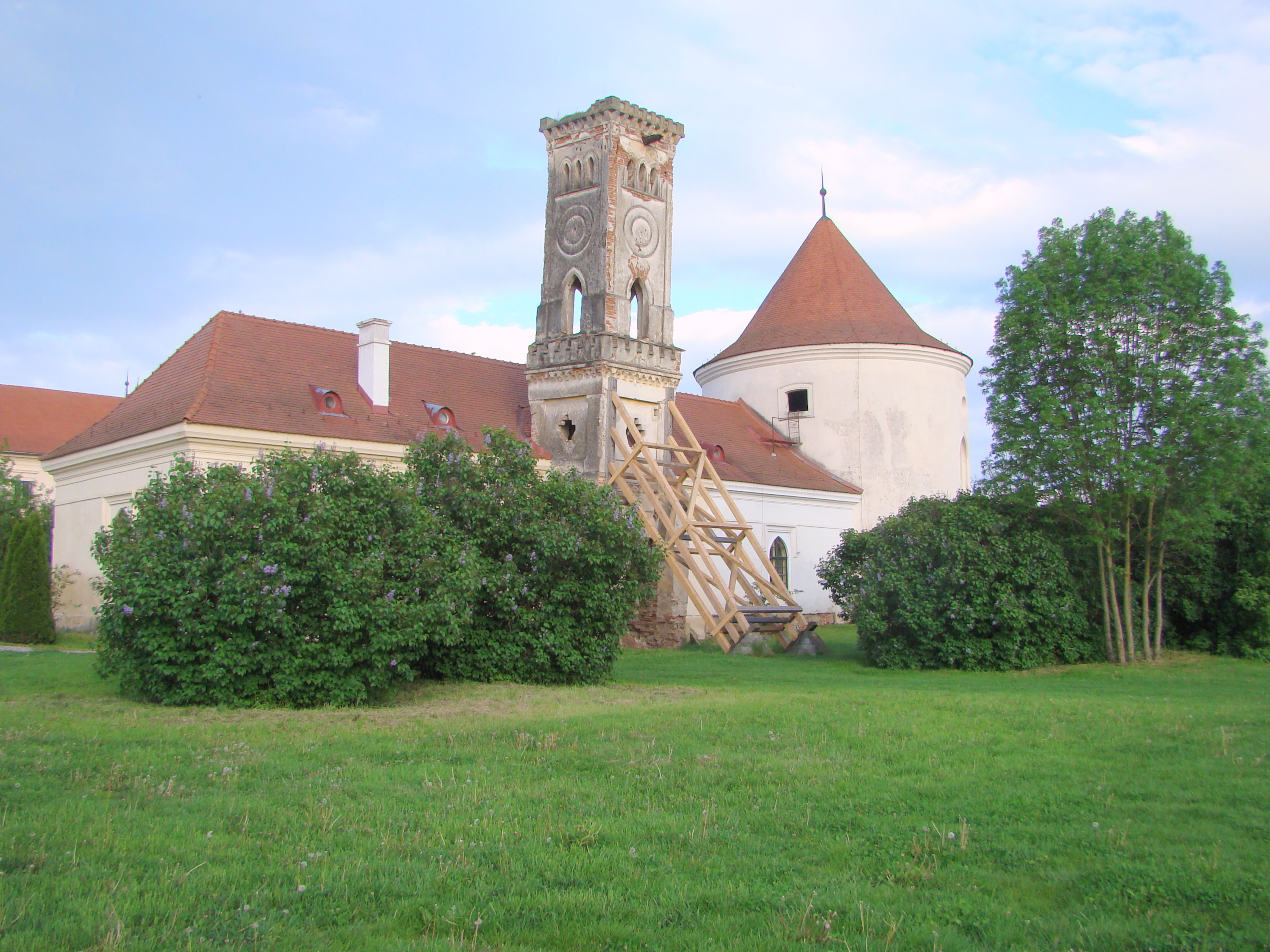
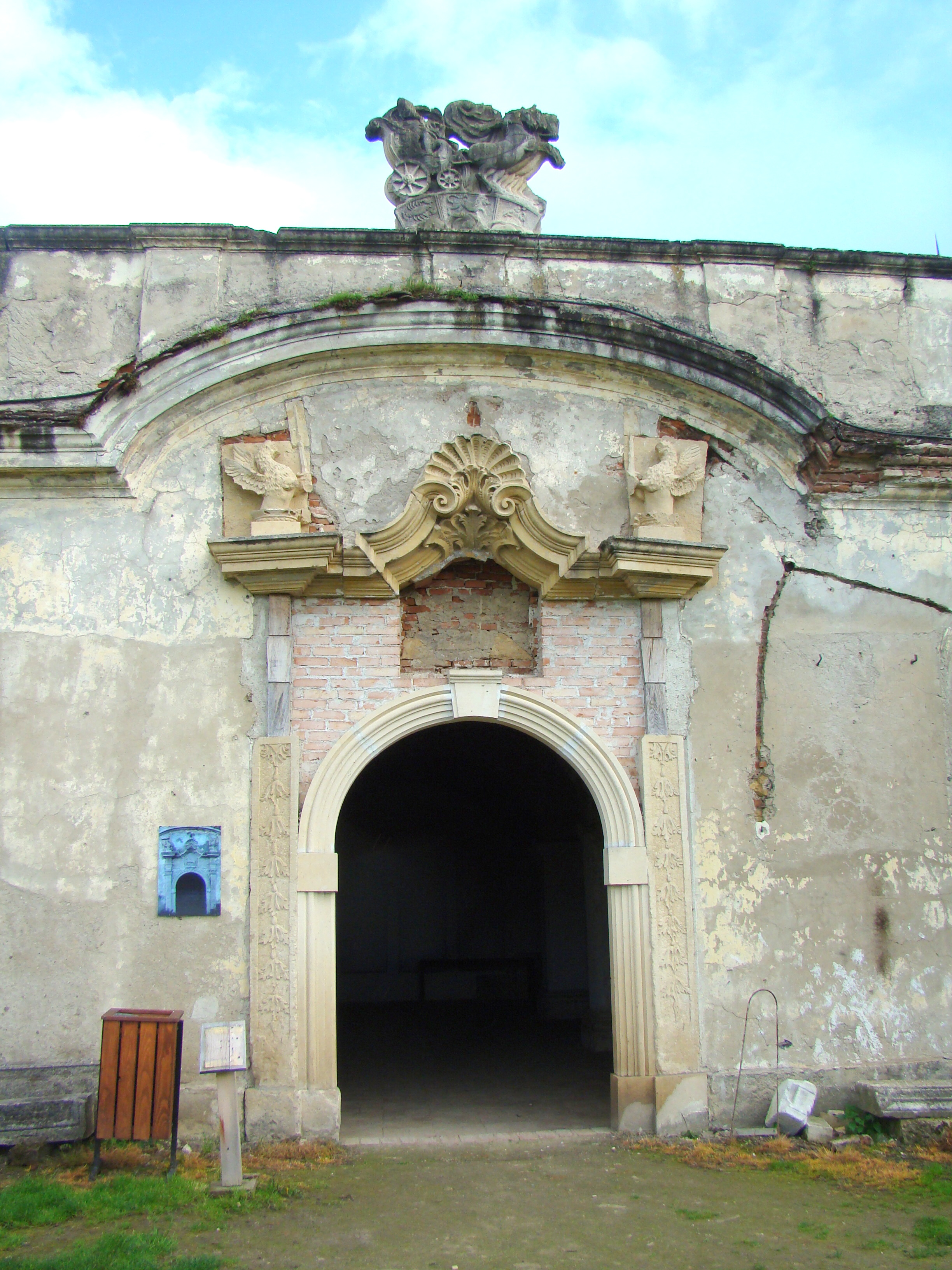
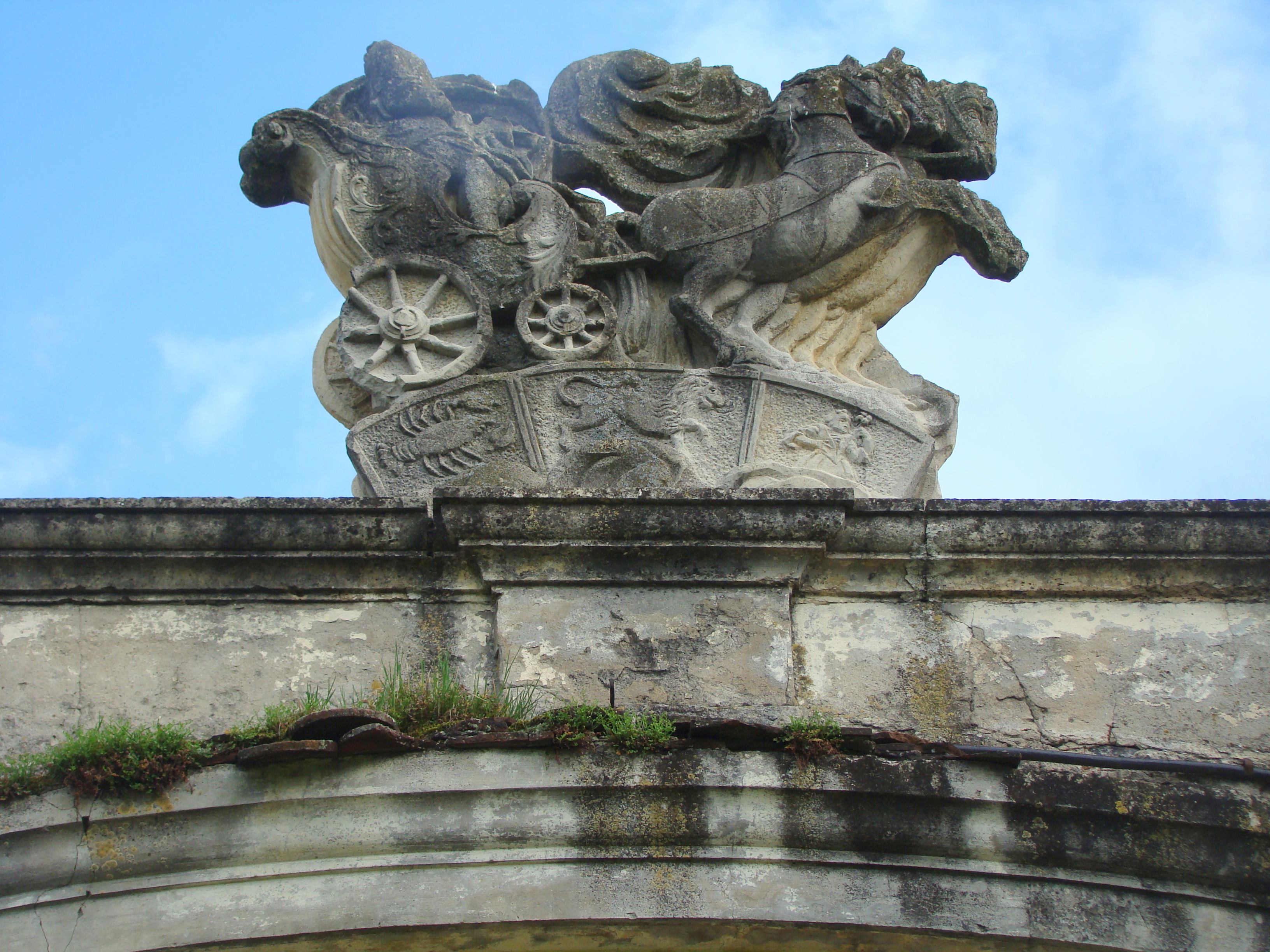
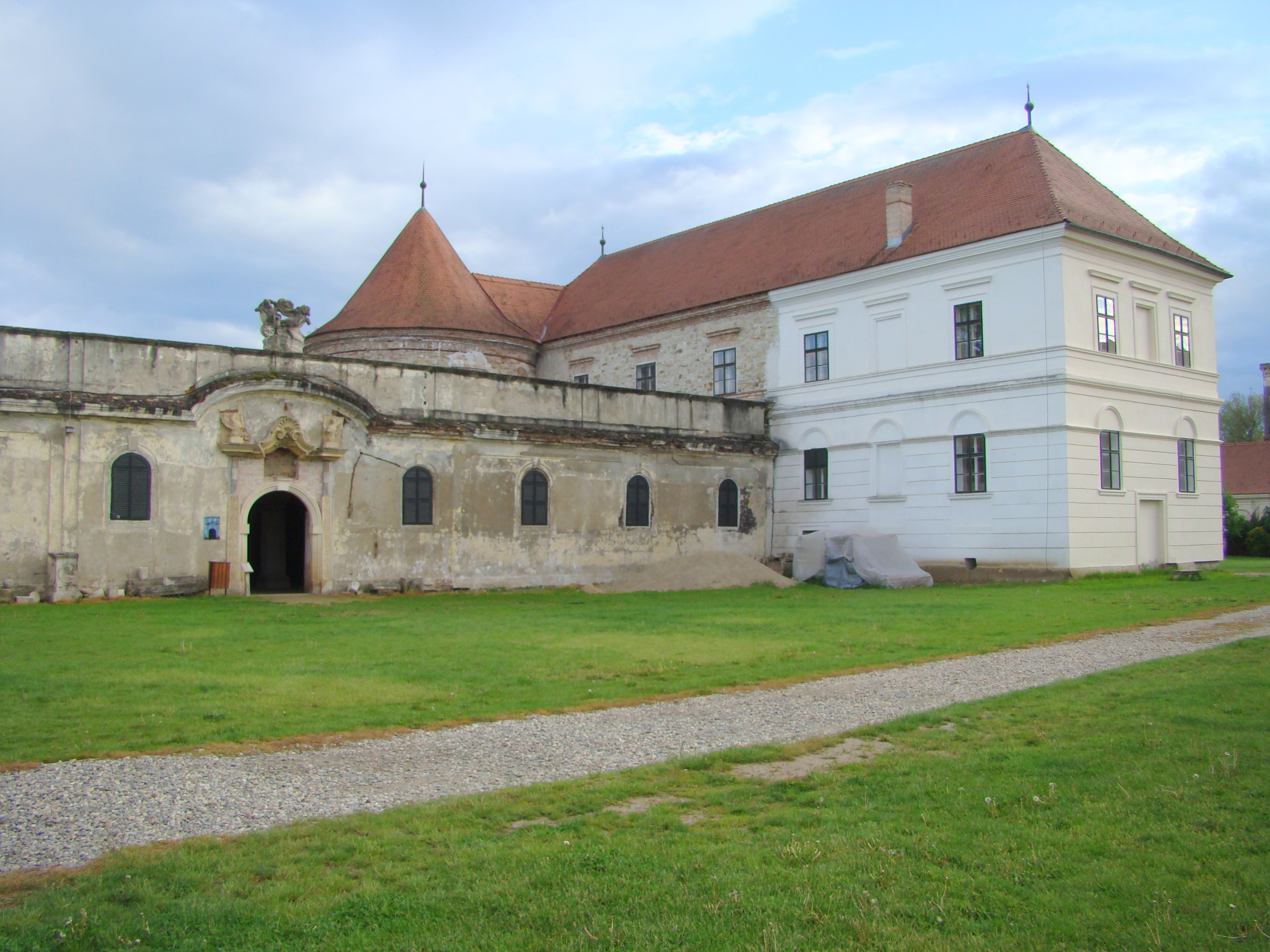
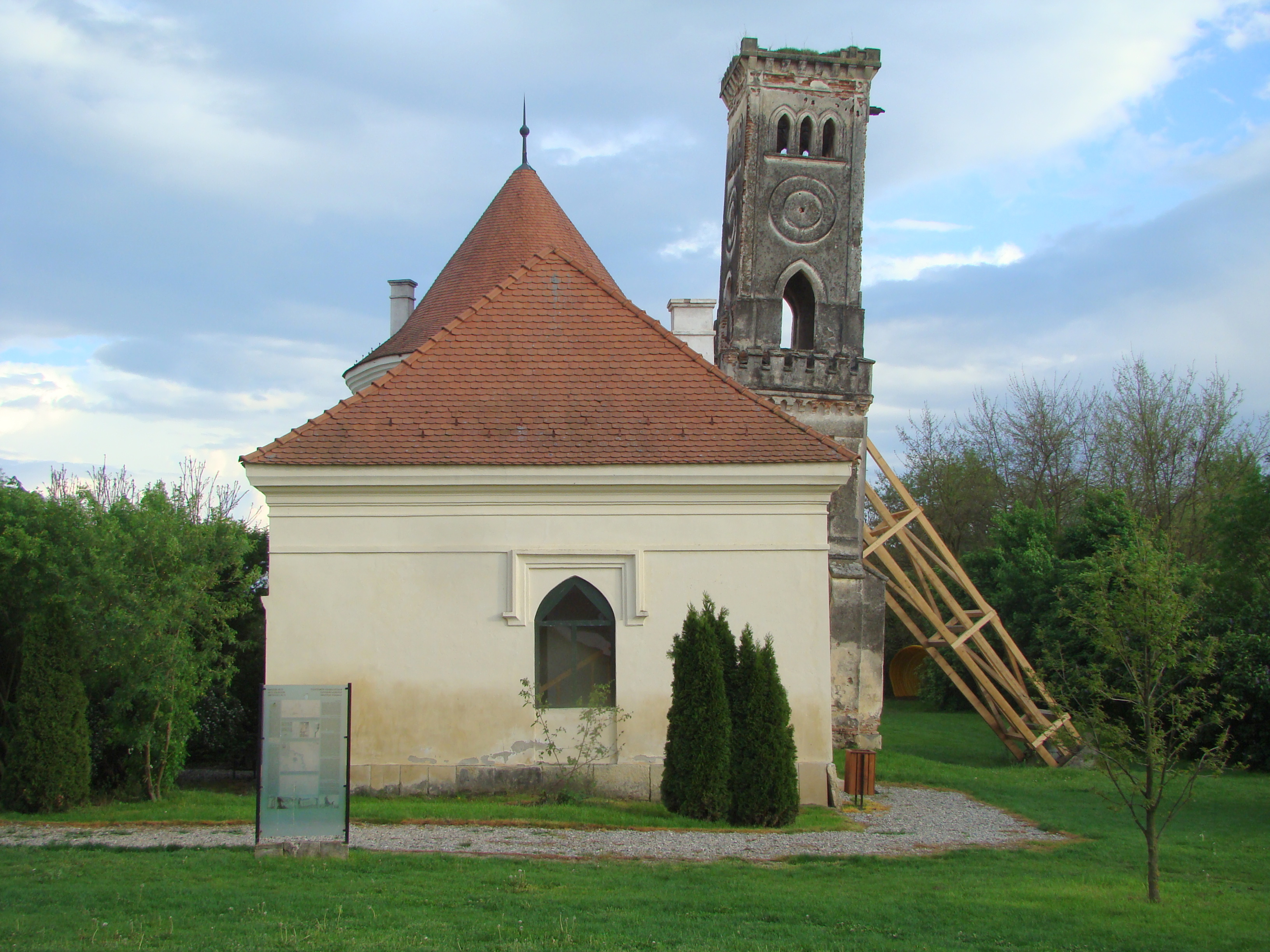
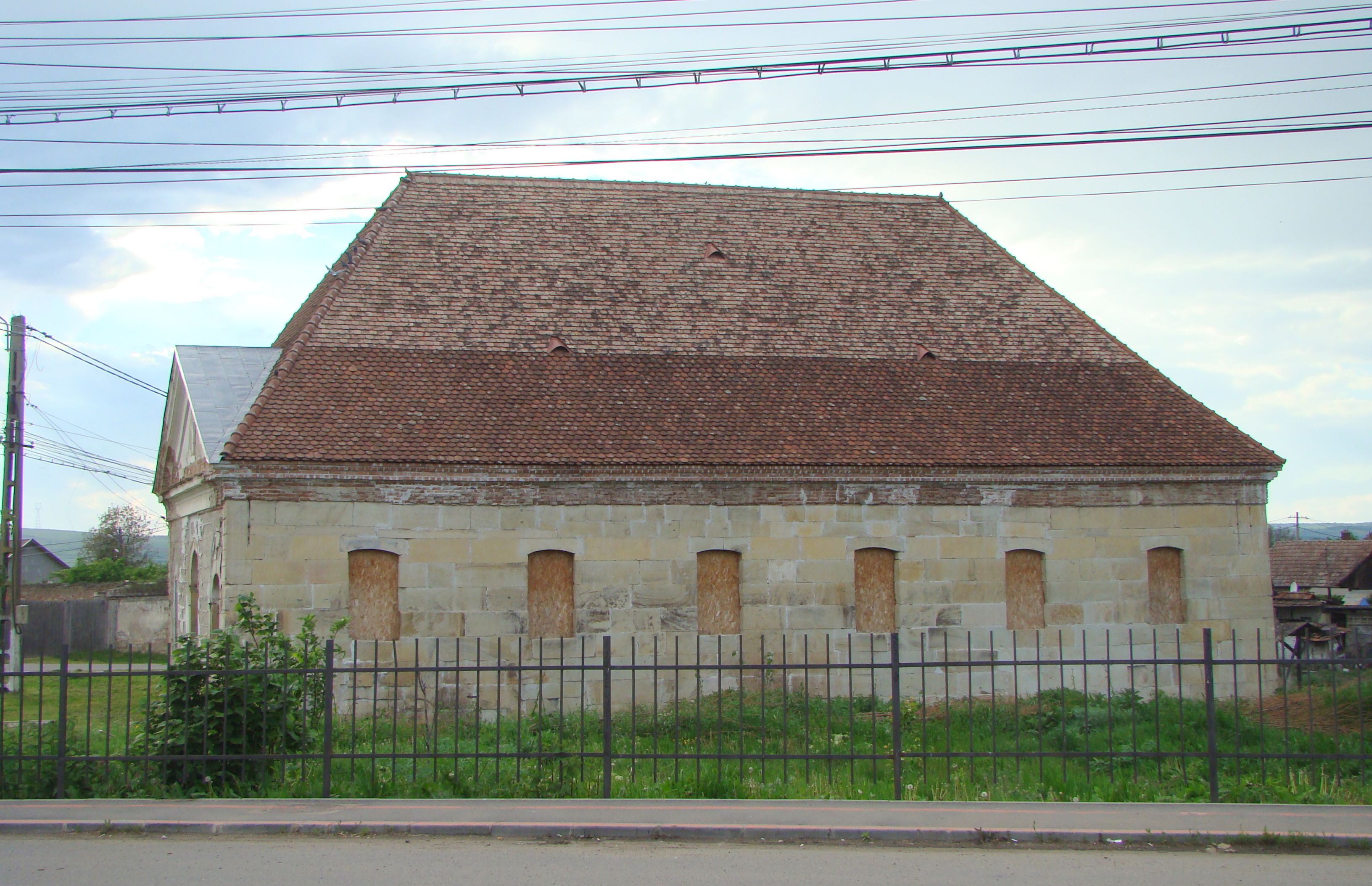
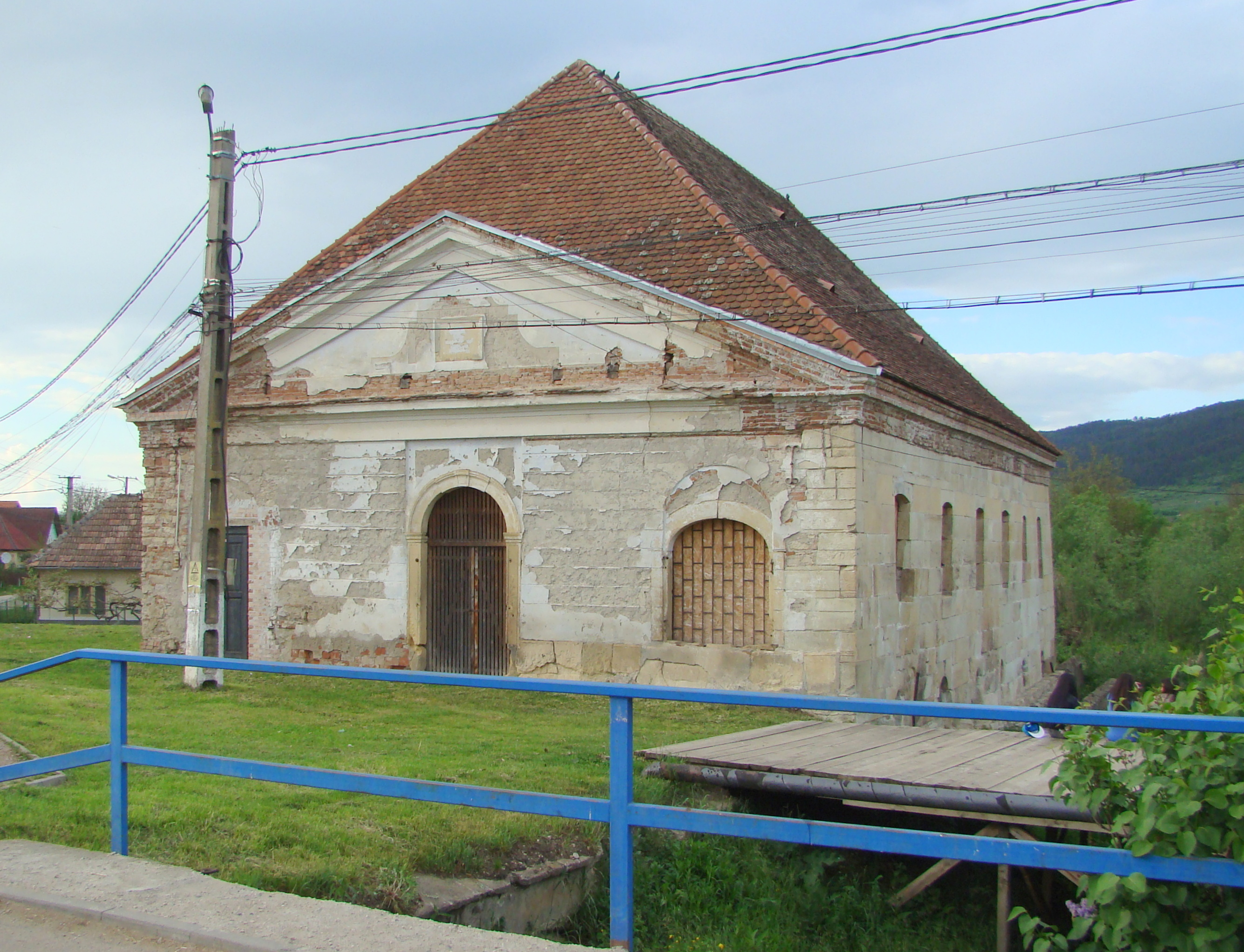
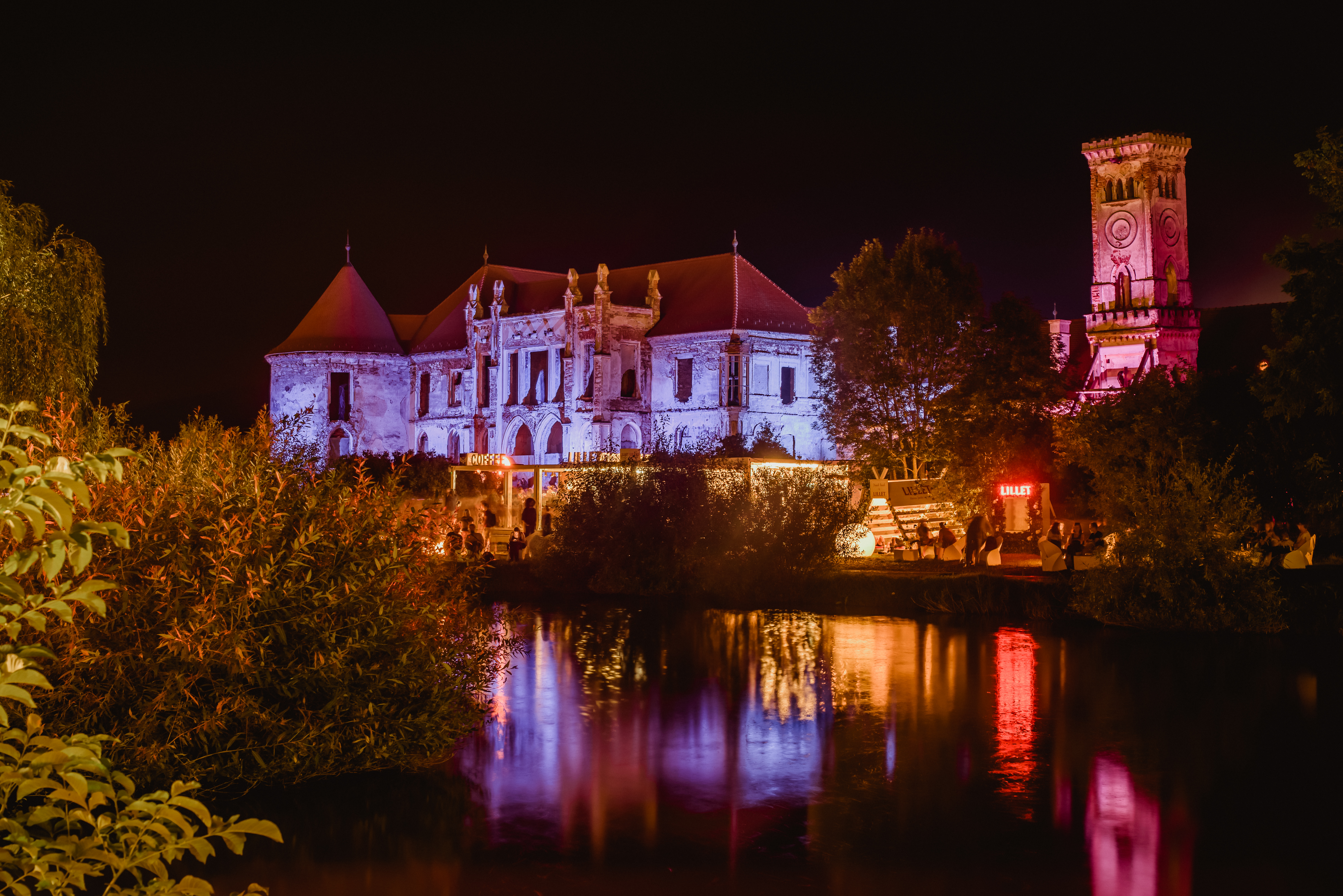